# Opilioacàrids
Els Opilioacariformes és l'ordre més petit (o superordre)) dels àcars, conté només una família i al voltant de 10 gèneres. Es consideren filogenèticament primitius pel fet de retenir 6 parells d'ulls i la segmentació abdominal. Opilioacariformes poden ser un grup germana dels Parasitiformes.
- Adenacarus Hammen, 1966
- Caribeacarus Vázquez & Klompen, 2009
- Indiacarus Das & Bastawade, 2007
- Neocarus Chamberlin & Mulauk, 1942
- Opilioacarus With, 1902
- Panchaetes Naudo, 1963
- Paracarus Chamberlin & Mulauk, 1942
- Phalangioacarus Coineau & Hammen, 1979
- Salfacarus Hammen, 1977
- Siamacarus Leclerc, 1989
- Vanderhammenacarus Leclerc, 1989